# مسابقات ورزش‌های آبی اروپا ۱۹۲۶
مسابقات ورزش‌های آبی اروپا ۱۹۲۶ در شهر بوداپست، مجارستان فقط در بخش مردان برگزار شده است.

## جدول مدال‌ها
میزبان 
| رتبه  | کشور           | طلا | نقره | برنز | مجموع |
| ۱     | آلمان          | ۵   | ۳    | ۴    | ۱۲    |
| ۲     | سوئد           | ۲   | ۳    | ۳    | ۹     |
| ۳     | مجارستان       | ۲   | ۲    | ۰    | ۴     |
| ۴     | بلژیک          | ۰   | ۱    | ۰    | ۱     |
| ۵     | چکسلواکی       | ۰   | ۰    | ۱    | ۱     |
| ۵     | بریتانیای کبیر | ۰   | ۰    | ۱    | ۱     |
| مجموع | مجموع          | ۹   | ۹    | ۹    | ۲۷    |